# Pies Barbos i niezwykły cross
Pies Barbos i niezwykły cross (tyt. oryg. Пёс Барбос и необычный кросс) – radziecki krótkometrażowy film fabularny z 1961 roku, w reżyserii Leonida Gajdaja, na motywach felietonu Stiepana Olejnika. 
Pierwszy film z trzema charakterystycznymi bohaterami, którzy zdobyli wielką popularność, pojawili się w komiksach i kolejnych komediach Gajdaja. W filmie Trus, Bywałyj i Bałbes zajmują się łowieniem ryb przy pomocy dynamitu.

## Obsada
- Gieorgij Wicyn jako Trus
- Jewgienij Morgunow jako Bywałyj
- Jurij Nikulin jako Bałbes